# Tossal de les Cadolles
El Tossal de les Cadolles és una muntanya de 297 metres que es troba al municipi de Seròs, a la comarca catalana del Segrià.